# USSF Division 2 Professional League
USSF Division 2 Professional League – tymczasowa zawodowa liga piłkarska rozgrywana w Stanach Zjednoczonych, Kanadzie i Portoryku przez jeden sezon. Jej powstanie było kompromisem pomiędzy zwaśnionymi United Soccer Leagues oraz North American Soccer League. Stanowiła ona drugi poziom rozgrywek piłkarskich w Stanach Zjednoczonych i Kanadzie, zaraz za Major League Soccer stanowiącą pierwszy poziom rozgrywek. Była podzielona na konferencje USL oraz NASL.

## Drużyny
| Drużyna                  | Miasto                      | Stadion                       | Rok założenia   | Menedżer           |
| Konferencja USL          | Konferencja USL             | Konferencja USL               | Konferencja USL | Konferencja USL    |
| ------------------------ | --------------------------- | ----------------------------- | --------------- | ------------------ |
| Austin Aztex FC          | Austin, Teksas              | House Park                    | 2008            | Adrian Heath       |
| NSC Minnesota Stars      | Blaine, Minnesota           | National Sports Center        | 2009            | Manny Lagos        |
| Portland Timbers         | Portland, Oregon            | PGE Park                      | 2001            | Gavin Wilkinson    |
| Puerto Rico Islanders    | Bayamón, Portoryko          | Juan Ramón Loubriel Stadium   | 2003            | Colin Clarke       |
| Rochester Rhinos         | Rochester, Nowy Jork        | Marina Auto Stadium           | 1996            | Bob Lilley         |
| FC Tampa Bay             | Tampa, Floryda              | George M. Steinbrenner Field  | 2008            | Perry Van der Beck |
| Konferencja NASL         |                             |                               |                 |                    |
| Carolina RailHawks       | Cary, Karolina Północna     | WakeMed Soccer Park           | 2006            | Martin Rennie      |
| Crystal Palace Baltimore | Catonsville, Maryland       | Ridley Athletic Complex       | 2006            | Jim Cherneski      |
| Miami FC                 | Miami, Floryda              | FIU Stadium, Lockhart Stadium | 2006            | Daryl Shore        |
| Montreal Impact          | Montreal, Quebec            | Saputo Stadium                | 1992            | Marc Dos Santos    |
| AC St. Louis             | Fenton, Missouri            | Anheuser-Busch Center         | 2009            | Dale Schilly       |
| Vancouver Whitecaps      | Burnaby, Kolumbia Brytyjska | Swangard Stadium              | 1986            | Teitur Þórðarson   |

## Sezon 2010

### Konferencja NASL
| Lp. | Drużyna                  | M  | Z  | R  | P  | Bramki | Bramki | Różn. | Pkt | Uwagi |
| --- | ------------------------ | -- | -- | -- | -- | ------ | ------ | ----- | --- | ----- |
| 1   | Carolina RailHawks       | 30 | 13 | 8  | 9  | 44     | 32     | +12   | 47  |       |
| 2   | Vancouver Whitecaps      | 30 | 10 | 15 | 5  | 32     | 22     | +10   | 45  |       |
| 3   | Montreal Impact          | 30 | 12 | 7  | 11 | 36     | 30     | +6    | 43  |       |
| 4   | Miami FC                 | 30 | 7  | 12 | 11 | 37     | 49     | −12   | 33  |       |
| 5   | AC St. Louis             | 30 | 7  | 8  | 15 | 32     | 48     | −16   | 29  |       |
| 6   | Crystal Palace Baltimore | 30 | 6  | 6  | 18 | 24     | 55     | −31   | 24  |       |

| Mistrz konferencji automatycznie kwalifikuje się do fazy playoff          |
| Sześć drużyn z największą liczbą punktów kwalifikują się do fazy playoff. |

### Konferencja USL
| Lp. | Drużyna               | M  | Z  | R  | P  | Bramki | Bramki | Różn. | Pkt | Uwagi |
| --- | --------------------- | -- | -- | -- | -- | ------ | ------ | ----- | --- | ----- |
| 1   | Rochester Rhinos      | 30 | 16 | 6  | 8  | 38     | 24     | +14   | 54  |       |
| 2   | Austin Aztex FC       | 30 | 15 | 8  | 7  | 53     | 40     | +13   | 53  |       |
| 3   | Portland Timbers      | 30 | 13 | 10 | 7  | 34     | 23     | +11   | 49  |       |
| 4   | NSC Minnesota Stars   | 30 | 11 | 7  | 12 | 32     | 36     | −4    | 40  |       |
| 5   | Puerto Rico Islanders | 30 | 9  | 10 | 11 | 37     | 35     | +2    | 37  |       |
| 6   | FC Tampa Bay          | 30 | 7  | 11 | 12 | 41     | 46     | −5    | 32  |       |

| Mistrz konferencji automatycznie kwalifikuje się do fazy playoff          |
| Sześć drużyn z największą liczbą punktów kwalifikują się do fazy playoff. |

## Wyniki meczów
| Legenda: Austin Aztex FC – AUS • Carolina RailHawks – CAR • Crystal Palace Baltimore – CPB • Miami FC – MIA • NSC Minnesota Stars – MIN Montreal Impact – MTL • Portland Timbers – POR • Puerto Rico Islanders – PUE • Rochester Rhinos – ROC • AC St. Louis – STL FC Tampa Bay – TAM • Vancouver Whitecaps FC – VAN Wygrana Przegrana Remis Dom | Legenda: Austin Aztex FC – AUS • Carolina RailHawks – CAR • Crystal Palace Baltimore – CPB • Miami FC – MIA • NSC Minnesota Stars – MIN Montreal Impact – MTL • Portland Timbers – POR • Puerto Rico Islanders – PUE • Rochester Rhinos – ROC • AC St. Louis – STL FC Tampa Bay – TAM • Vancouver Whitecaps FC – VAN Wygrana Przegrana Remis Dom | Legenda: Austin Aztex FC – AUS • Carolina RailHawks – CAR • Crystal Palace Baltimore – CPB • Miami FC – MIA • NSC Minnesota Stars – MIN Montreal Impact – MTL • Portland Timbers – POR • Puerto Rico Islanders – PUE • Rochester Rhinos – ROC • AC St. Louis – STL FC Tampa Bay – TAM • Vancouver Whitecaps FC – VAN Wygrana Przegrana Remis Dom | Legenda: Austin Aztex FC – AUS • Carolina RailHawks – CAR • Crystal Palace Baltimore – CPB • Miami FC – MIA • NSC Minnesota Stars – MIN Montreal Impact – MTL • Portland Timbers – POR • Puerto Rico Islanders – PUE • Rochester Rhinos – ROC • AC St. Louis – STL FC Tampa Bay – TAM • Vancouver Whitecaps FC – VAN Wygrana Przegrana Remis Dom | Legenda: Austin Aztex FC – AUS • Carolina RailHawks – CAR • Crystal Palace Baltimore – CPB • Miami FC – MIA • NSC Minnesota Stars – MIN Montreal Impact – MTL • Portland Timbers – POR • Puerto Rico Islanders – PUE • Rochester Rhinos – ROC • AC St. Louis – STL FC Tampa Bay – TAM • Vancouver Whitecaps FC – VAN Wygrana Przegrana Remis Dom | Legenda: Austin Aztex FC – AUS • Carolina RailHawks – CAR • Crystal Palace Baltimore – CPB • Miami FC – MIA • NSC Minnesota Stars – MIN Montreal Impact – MTL • Portland Timbers – POR • Puerto Rico Islanders – PUE • Rochester Rhinos – ROC • AC St. Louis – STL FC Tampa Bay – TAM • Vancouver Whitecaps FC – VAN Wygrana Przegrana Remis Dom | Legenda: Austin Aztex FC – AUS • Carolina RailHawks – CAR • Crystal Palace Baltimore – CPB • Miami FC – MIA • NSC Minnesota Stars – MIN Montreal Impact – MTL • Portland Timbers – POR • Puerto Rico Islanders – PUE • Rochester Rhinos – ROC • AC St. Louis – STL FC Tampa Bay – TAM • Vancouver Whitecaps FC – VAN Wygrana Przegrana Remis Dom | Legenda: Austin Aztex FC – AUS • Carolina RailHawks – CAR • Crystal Palace Baltimore – CPB • Miami FC – MIA • NSC Minnesota Stars – MIN Montreal Impact – MTL • Portland Timbers – POR • Puerto Rico Islanders – PUE • Rochester Rhinos – ROC • AC St. Louis – STL FC Tampa Bay – TAM • Vancouver Whitecaps FC – VAN Wygrana Przegrana Remis Dom | Legenda: Austin Aztex FC – AUS • Carolina RailHawks – CAR • Crystal Palace Baltimore – CPB • Miami FC – MIA • NSC Minnesota Stars – MIN Montreal Impact – MTL • Portland Timbers – POR • Puerto Rico Islanders – PUE • Rochester Rhinos – ROC • AC St. Louis – STL FC Tampa Bay – TAM • Vancouver Whitecaps FC – VAN Wygrana Przegrana Remis Dom | Legenda: Austin Aztex FC – AUS • Carolina RailHawks – CAR • Crystal Palace Baltimore – CPB • Miami FC – MIA • NSC Minnesota Stars – MIN Montreal Impact – MTL • Portland Timbers – POR • Puerto Rico Islanders – PUE • Rochester Rhinos – ROC • AC St. Louis – STL FC Tampa Bay – TAM • Vancouver Whitecaps FC – VAN Wygrana Przegrana Remis Dom | Legenda: Austin Aztex FC – AUS • Carolina RailHawks – CAR • Crystal Palace Baltimore – CPB • Miami FC – MIA • NSC Minnesota Stars – MIN Montreal Impact – MTL • Portland Timbers – POR • Puerto Rico Islanders – PUE • Rochester Rhinos – ROC • AC St. Louis – STL FC Tampa Bay – TAM • Vancouver Whitecaps FC – VAN Wygrana Przegrana Remis Dom | Legenda: Austin Aztex FC – AUS • Carolina RailHawks – CAR • Crystal Palace Baltimore – CPB • Miami FC – MIA • NSC Minnesota Stars – MIN Montreal Impact – MTL • Portland Timbers – POR • Puerto Rico Islanders – PUE • Rochester Rhinos – ROC • AC St. Louis – STL FC Tampa Bay – TAM • Vancouver Whitecaps FC – VAN Wygrana Przegrana Remis Dom | Legenda: Austin Aztex FC – AUS • Carolina RailHawks – CAR • Crystal Palace Baltimore – CPB • Miami FC – MIA • NSC Minnesota Stars – MIN Montreal Impact – MTL • Portland Timbers – POR • Puerto Rico Islanders – PUE • Rochester Rhinos – ROC • AC St. Louis – STL FC Tampa Bay – TAM • Vancouver Whitecaps FC – VAN Wygrana Przegrana Remis Dom | Legenda: Austin Aztex FC – AUS • Carolina RailHawks – CAR • Crystal Palace Baltimore – CPB • Miami FC – MIA • NSC Minnesota Stars – MIN Montreal Impact – MTL • Portland Timbers – POR • Puerto Rico Islanders – PUE • Rochester Rhinos – ROC • AC St. Louis – STL FC Tampa Bay – TAM • Vancouver Whitecaps FC – VAN Wygrana Przegrana Remis Dom | Legenda: Austin Aztex FC – AUS • Carolina RailHawks – CAR • Crystal Palace Baltimore – CPB • Miami FC – MIA • NSC Minnesota Stars – MIN Montreal Impact – MTL • Portland Timbers – POR • Puerto Rico Islanders – PUE • Rochester Rhinos – ROC • AC St. Louis – STL FC Tampa Bay – TAM • Vancouver Whitecaps FC – VAN Wygrana Przegrana Remis Dom | Legenda: Austin Aztex FC – AUS • Carolina RailHawks – CAR • Crystal Palace Baltimore – CPB • Miami FC – MIA • NSC Minnesota Stars – MIN Montreal Impact – MTL • Portland Timbers – POR • Puerto Rico Islanders – PUE • Rochester Rhinos – ROC • AC St. Louis – STL FC Tampa Bay – TAM • Vancouver Whitecaps FC – VAN Wygrana Przegrana Remis Dom | Legenda: Austin Aztex FC – AUS • Carolina RailHawks – CAR • Crystal Palace Baltimore – CPB • Miami FC – MIA • NSC Minnesota Stars – MIN Montreal Impact – MTL • Portland Timbers – POR • Puerto Rico Islanders – PUE • Rochester Rhinos – ROC • AC St. Louis – STL FC Tampa Bay – TAM • Vancouver Whitecaps FC – VAN Wygrana Przegrana Remis Dom | Legenda: Austin Aztex FC – AUS • Carolina RailHawks – CAR • Crystal Palace Baltimore – CPB • Miami FC – MIA • NSC Minnesota Stars – MIN Montreal Impact – MTL • Portland Timbers – POR • Puerto Rico Islanders – PUE • Rochester Rhinos – ROC • AC St. Louis – STL FC Tampa Bay – TAM • Vancouver Whitecaps FC – VAN Wygrana Przegrana Remis Dom | Legenda: Austin Aztex FC – AUS • Carolina RailHawks – CAR • Crystal Palace Baltimore – CPB • Miami FC – MIA • NSC Minnesota Stars – MIN Montreal Impact – MTL • Portland Timbers – POR • Puerto Rico Islanders – PUE • Rochester Rhinos – ROC • AC St. Louis – STL FC Tampa Bay – TAM • Vancouver Whitecaps FC – VAN Wygrana Przegrana Remis Dom | Legenda: Austin Aztex FC – AUS • Carolina RailHawks – CAR • Crystal Palace Baltimore – CPB • Miami FC – MIA • NSC Minnesota Stars – MIN Montreal Impact – MTL • Portland Timbers – POR • Puerto Rico Islanders – PUE • Rochester Rhinos – ROC • AC St. Louis – STL FC Tampa Bay – TAM • Vancouver Whitecaps FC – VAN Wygrana Przegrana Remis Dom | Legenda: Austin Aztex FC – AUS • Carolina RailHawks – CAR • Crystal Palace Baltimore – CPB • Miami FC – MIA • NSC Minnesota Stars – MIN Montreal Impact – MTL • Portland Timbers – POR • Puerto Rico Islanders – PUE • Rochester Rhinos – ROC • AC St. Louis – STL FC Tampa Bay – TAM • Vancouver Whitecaps FC – VAN Wygrana Przegrana Remis Dom | Legenda: Austin Aztex FC – AUS • Carolina RailHawks – CAR • Crystal Palace Baltimore – CPB • Miami FC – MIA • NSC Minnesota Stars – MIN Montreal Impact – MTL • Portland Timbers – POR • Puerto Rico Islanders – PUE • Rochester Rhinos – ROC • AC St. Louis – STL FC Tampa Bay – TAM • Vancouver Whitecaps FC – VAN Wygrana Przegrana Remis Dom | Legenda: Austin Aztex FC – AUS • Carolina RailHawks – CAR • Crystal Palace Baltimore – CPB • Miami FC – MIA • NSC Minnesota Stars – MIN Montreal Impact – MTL • Portland Timbers – POR • Puerto Rico Islanders – PUE • Rochester Rhinos – ROC • AC St. Louis – STL FC Tampa Bay – TAM • Vancouver Whitecaps FC – VAN Wygrana Przegrana Remis Dom | Legenda: Austin Aztex FC – AUS • Carolina RailHawks – CAR • Crystal Palace Baltimore – CPB • Miami FC – MIA • NSC Minnesota Stars – MIN Montreal Impact – MTL • Portland Timbers – POR • Puerto Rico Islanders – PUE • Rochester Rhinos – ROC • AC St. Louis – STL FC Tampa Bay – TAM • Vancouver Whitecaps FC – VAN Wygrana Przegrana Remis Dom | Legenda: Austin Aztex FC – AUS • Carolina RailHawks – CAR • Crystal Palace Baltimore – CPB • Miami FC – MIA • NSC Minnesota Stars – MIN Montreal Impact – MTL • Portland Timbers – POR • Puerto Rico Islanders – PUE • Rochester Rhinos – ROC • AC St. Louis – STL FC Tampa Bay – TAM • Vancouver Whitecaps FC – VAN Wygrana Przegrana Remis Dom | Legenda: Austin Aztex FC – AUS • Carolina RailHawks – CAR • Crystal Palace Baltimore – CPB • Miami FC – MIA • NSC Minnesota Stars – MIN Montreal Impact – MTL • Portland Timbers – POR • Puerto Rico Islanders – PUE • Rochester Rhinos – ROC • AC St. Louis – STL FC Tampa Bay – TAM • Vancouver Whitecaps FC – VAN Wygrana Przegrana Remis Dom | Legenda: Austin Aztex FC – AUS • Carolina RailHawks – CAR • Crystal Palace Baltimore – CPB • Miami FC – MIA • NSC Minnesota Stars – MIN Montreal Impact – MTL • Portland Timbers – POR • Puerto Rico Islanders – PUE • Rochester Rhinos – ROC • AC St. Louis – STL FC Tampa Bay – TAM • Vancouver Whitecaps FC – VAN Wygrana Przegrana Remis Dom | Legenda: Austin Aztex FC – AUS • Carolina RailHawks – CAR • Crystal Palace Baltimore – CPB • Miami FC – MIA • NSC Minnesota Stars – MIN Montreal Impact – MTL • Portland Timbers – POR • Puerto Rico Islanders – PUE • Rochester Rhinos – ROC • AC St. Louis – STL FC Tampa Bay – TAM • Vancouver Whitecaps FC – VAN Wygrana Przegrana Remis Dom | Legenda: Austin Aztex FC – AUS • Carolina RailHawks – CAR • Crystal Palace Baltimore – CPB • Miami FC – MIA • NSC Minnesota Stars – MIN Montreal Impact – MTL • Portland Timbers – POR • Puerto Rico Islanders – PUE • Rochester Rhinos – ROC • AC St. Louis – STL FC Tampa Bay – TAM • Vancouver Whitecaps FC – VAN Wygrana Przegrana Remis Dom | Legenda: Austin Aztex FC – AUS • Carolina RailHawks – CAR • Crystal Palace Baltimore – CPB • Miami FC – MIA • NSC Minnesota Stars – MIN Montreal Impact – MTL • Portland Timbers – POR • Puerto Rico Islanders – PUE • Rochester Rhinos – ROC • AC St. Louis – STL FC Tampa Bay – TAM • Vancouver Whitecaps FC – VAN Wygrana Przegrana Remis Dom | Legenda: Austin Aztex FC – AUS • Carolina RailHawks – CAR • Crystal Palace Baltimore – CPB • Miami FC – MIA • NSC Minnesota Stars – MIN Montreal Impact – MTL • Portland Timbers – POR • Puerto Rico Islanders – PUE • Rochester Rhinos – ROC • AC St. Louis – STL FC Tampa Bay – TAM • Vancouver Whitecaps FC – VAN Wygrana Przegrana Remis Dom |
| Klub | Wyniki | Wyniki | Wyniki | Wyniki | Wyniki | Wyniki | Wyniki | Wyniki | Wyniki | Wyniki | Wyniki | Wyniki | Wyniki | Wyniki | Wyniki | Wyniki | Wyniki | Wyniki | Wyniki | Wyniki | Wyniki | Wyniki | Wyniki | Wyniki | Wyniki | Wyniki | Wyniki | Wyniki | Wyniki | Wyniki |
| Klub | 1 | 2 | 3 | 4 | 5 | 6 | 7 | 8 | 9 | 10 | 11 | 12 | 13 | 14 | 15 | 16 | 17 | 18 | 19 | 20 | 21 | 22 | 23 | 24 | 25 | 26 | 27 | 28 | 29 | 30 |
| --- | --- | --- | --- | --- | --- | --- | --- | --- | --- | --- | --- | --- | --- | --- | --- | --- | --- | --- | --- | --- | --- | --- | --- | --- | --- | --- | --- | --- | --- | --- |
| Austin Aztex FC | MTL | STL | ROC | MIN | TAM | CPB | TAM | MIA | CPB | PUE | POR | VAN | MIA | MIA | PUE | ROC | STL | MIA | TAM | PUE | CAR | POR | VAN | MIN | PUE | TAM | STL | STL | CAR | MTL |
| Austin Aztex FC | 2–0 | 2–1 | 1–2 | 2–1 | 2–2 | 2–1 | 3–3 | 3–1 | 2–0 | 2–1 | 0–0 | 1–2 | 3–1 | 2–1 | 1–1 | 0–0 | 2–0 | 3–1 | 4–2 | 0–2 | 3–2 | 1–1 | 2–2 | 2–0 | 1–3 | 1–1 | 1–2 | 4–2 | 1–3 | 0–2 |
| Carolina RailHawks | STL | MIN | ROC | MIA | TAM | PUE | MTL | POR | VAN | CPB | MTL | STL | PUE | MTL | ROC | ROC | VAN | MTL | ROC | CPB | MIA | AUS | TAM | PUE | CPB | POR | MIN | CPB | PUE | AUS |
| Carolina RailHawks | 2–0 | 0–1 | 1–1 | 1–1 | 1–2 | 2–1 | 2–0 | 1–1 | 1–1 | 1–1 | 2–2 | 2–0 | 2–0 | 0–1 | 1–0 | 0–1 | 2–2 | 2–0 | 0–2 | 1–2 | 2–1 | 2–3 | 2–1 | 2–3 | 3–0 | 0–0 | 0–1 | 4–2 | 2–1 | 3–1 |
| Crystal Palace Baltimore | TAM | PUE | STL | VAN | POR | AUS | ROC | POR | AUS | MIA | ROC | CAR | MIN | MIN | PUE | ROC | MTL | STL | MTL | MIA | MTL | CAR | ROC | MTL | POR | CAR | VAN | CAR | POR | TAM |
| Crystal Palace Baltimore | 0–1 | 1–3 | 0–1 | 0–0 | 1–0 | 1–2 | 1–0 | 2–1 | 0–2 | 3–3 | 1–2 | 1–1 | 1–3 | 1–0 | 0–2 | 0–0 | 2–1 | 0–1 | 1–1 | 0–1 | 0–0 | 2–1 | 0–2 | 0–5 | 0–3 | 0–3 | 0–3 | 2–4 | 1–3 | 3–6 |
| Miami FC | ROC | VAN | TAM | CAR | MIN | MIN | AUS | PUE | MTL | CPB | POR | AUS | AUS | TAM | POR | VAN | PUE | TAM | AUS | CPB | PUE | TAM | CAR | ROC | STL | MTL | ROC | STL | ROC | PUE |
| Miami FC | 1–1 | 0–0 | 1–1 | 1–1 | 1–1 | 1–0 | 1–3 | 2–4 | 1–1 | 3–3 | 1–0 | 1–3 | 1–2 | 1–1 | 0–2 | 1–3 | 1–1 | 0–2 | 1–3 | 1–0 | 1–1 | 3–3 | 1–2 | 1–3 | 1–3 | 2–1 | 2–1 | 4–2 | 1–0 | 1–1 |
| NSC Minnesota Stars | VAN | CAR | PUE | TAM | ROC | AUS | MTL | MIA | MIA | TAM | STL | ROC | MTL | POR | POR | CPB | CPB | TAM | STL | PUE | VAN | STL | POR | VAN | POR | AUS | STL | CAR | VAN | TAM |
| NSC Minnesota Stars | 0–2 | 1–0 | 1–3 | 1–0 | 0–3 | 1–2 | 1–2 | 1–1 | 0–1 | 1–3 | 3–2 | 0–0 | 1–0 | 1–0 | 0–2 | 3–1 | 0–1 | 1–0 | 2–2 | 1–1 | 1–1 | 2–2 | 2–2 | 0–1 | 0–1 | 0–2 | 3–0 | 1–0 | 1–0 | 3–1 |
| Montreal Impact | AUS | POR | PUE | MIN | VAN | POR | CAR | MIA | MIN | TAM | ROC | CAR | VAN | ROC | STL | CAR | CPB | STL | VAN | CPB | CAR | CPB | ROC | CPB | ROC | PUE | MIA | TAM | VAN | AUS |
| Montreal Impact | 0–2 | 1–1 | 1–0 | 2–1 | 0–0 | 1–0 | 0–2 | 1–1 | 0–1 | 2–1 | 1–1 | 2–2 | 1–2 | 1–2 | 0–3 | 1–0 | 1–2 | 3–0 | 0–1 | 1–1 | 0–2 | 0–0 | 1–2 | 5–0 | 2–0 | 2–1 | 1–2 | 3–0 | 1–0 | 2–0 |
| Portland Timbers | ROC | STL | MTL | VAN | CPB | STL | MTL | CPB | CAR | AUS | MIA | MIN | MIN | TAM | VAN | MIA | VAN | STL | TAM | ROC | MIN | STL | MIN | AUS | CPB | PUE | CAR | PUE | CPB | VAN |
| Portland Timbers | 1–0 | 3–0 | 1–1 | 2–1 | 0–1 | 1–1 | 0–1 | 1–2 | 1–1 | 0–0 | 0–1 | 0–1 | 2–0 | 1–0 | 0–0 | 2–0 | 2–1 | 0–3 | 2–2 | 0–1 | 2–2 | 1–0 | 1–0 | 1–1 | 3–0 | 1–0 | 0–0 | 1–0 | 3–1 | 2–2 |
| Puerto Rico Islanders | MIN | CPB | MTL | CAR | TAM | MIA | AUS | STL | VAN | TAM | ROC | AUS | CPB | CAR | TAM | MIA | MIN | ROC | MIA | TAM | AUS | STL | CAR | POR | VAN | MTL | AUS | POR | CAR | MIA |
| Puerto Rico Islanders | 3–1 | 3–1 | 0–1 | 1–2 | 1–2 | 4–2 | 1–2 | 0–1 | 1–1 | 1–0 | 0–3 | 1–1 | 2–0 | 0–2 | 0–0 | 1–1 | 1–1 | 3–1 | 1–1 | 1–1 | 2–0 | 1–1 | 3–2 | 0–1 | 0–0 | 1–2 | 3–1 | 0–1 | 1–2 | 1–1 |
| Rochester Rhinos | MIA | POR | AUS | MIN | CAR | STL | CPB | VAN | VAN | MIN | CPB | MTL | PUE | MTL | AUS | CPB | CAR | TAM | PUE | CAR | POR | CAR | MTL | CPB | MIA | MTL | TAM | MIA | MIA | STL |
| Rochester Rhinos | 1–1 | 0–1 | 2–1 | 3–0 | 1–1 | 2–1 | 0–1 | 0–2 | 2–1 | 0–0 | 2–1 | 1–1 | 3–0 | 2–1 | 0–0 | 0–0 | 0–1 | 1–0 | 1–3 | 1–0 | 1–0 | 2–0 | 2–1 | 2–0 | 3–1 | 0–2 | 3–0 | 1–2 | 0–1 | 2–1 |
| AC St. Louis | CAR | AUS | POR | VAN | CPB | ROC | POR | TAM | MIN | PUE | VAN | CAR | VAN | MTL | MIN | AUS | MTL | CPB | POR | MIN | VAN | POR | PUE | TAM | MIA | MIN | AUS | MIA | AUS | ROC |
| AC St. Louis | 0–2 | 1–2 | 0–3 | 0–1 | 1–0 | 1–2 | 1–1 | 0–3 | 2–3 | 1–0 | 0–0 | 0–2 | 1–1 | 3–0 | 2–2 | 0–2 | 0–3 | 1–0 | 3–0 | 2–2 | 0–0 | 0–1 | 1–1 | 2–2 | 3–1 | 0–3 | 2–1 | 2–4 | 2–4 | 1–2 |
| FC Tampa Bay | CPB | MIN | MIA | AUS | CAR | AUS | STL | MIN | PUE | VAN | MTL | PUE | POR | MIA | MIN | PUE | ROC | MIA | POR | AUS | PUE | MIA | VAN | CAR | STL | ROC | AUS | MTL | MIN | CPB |
| FC Tampa Bay | 1–0 | 0–1 | 1–1 | 2–2 | 2–1 | 3–3 | 3–0 | 3–1 | 2–1 | 0–1 | 1–2 | 0–1 | 0–1 | 1–1 | 0–1 | 0–0 | 0–1 | 2–0 | 2–2 | 2–4 | 1–1 | 3–3 | 1–1 | 1–2 | 2–2 | 0–3 | 1–1 | 0–3 | 1–3 | 6–3 |
| Vancouver Whitecaps FC | MIN | MIA | STL | POR | CPB | MTL | ROC | ROC | TAM | CAR | AUS | PUE | STL | MTL | POR | STL | MIA | POR | MIN | MTL | CAR | STL | MIN | TAM | AUS | PUE | CPB | MIN | MTL | POR |
| Vancouver Whitecaps FC | 2–0 | 0–0 | 1–0 | 1–2 | 0–0 | 0–0 | 2–0 | 1–2 | 1–0 | 1–1 | 2–1 | 1–1 | 0–0 | 2–1 | 0–0 | 1–1 | 3–1 | 1–2 | 1–1 | 1–0 | 2–2 | 0–0 | 1–0 | 1–1 | 2–2 | 0–0 | 3–0 | 0–1 | 0–1 | 2–2 |

## Faza playoff
|  |                       |                       |                       |                    |                    |                       |                       |                 |  |  |       |       |       |
|  | Ćwierćfinał           | Ćwierćfinał           | Ćwierćfinał           |                    |                    | Półfinał              | Półfinał              | Półfinał        |  |  | Finał | Finał | Finał |
|  | Ćwierćfinał           | Ćwierćfinał           | Ćwierćfinał           |                    |                    | Półfinał              | Półfinał              | Półfinał        |  |  | Finał | Finał | Finał |
|  | Rochester Rhinos      |                       |                       |                    |                    |                       |                       |                 |  |  |       |       |       |
|  |                       |                       |                       |                    |                    |                       |                       |                 |  |  |       |       |       |
|  | 2                     | 2                     | Puerto Rico Islanders |                    |                    |                       |                       |                 |  |  |       |       |       |
|  | 2                     | 2                     | Puerto Rico Islanders | Carolina RailHawks |                    |                       |                       |                 |  |  |       |       |       |
|  | 3                     | 3                     | Portland Timbers      |                    |                    |                       |                       |                 |  |  |       |       |       |
|  | 3                     | 3                     | Portland Timbers      |                    |                    | 2                     | 2                     | Montreal Impact |  |  |       |       |       |
|  | 1                     |                       |                       |                    |                    | 2                     | 2                     | Montreal Impact |  |  |       |       |       |
|  |                       |                       | 1                     | 1                  | Carolina RailHawks |                       |                       |                 |  |  |       |       |       |
|  | Vancouver Whitecaps   | Vancouver Whitecaps   | 1                     | 1                  | Carolina RailHawks | 2                     |                       |                 |  |  |       |       |       |
|  | Vancouver Whitecaps   | Vancouver Whitecaps   |                       |                    |                    |                       |                       |                 |  |  |       |       |       |
|  | Austin Aztex FC       | Austin Aztex FC       | 2                     |                    |                    |                       |                       |                 |  |  |       |       |       |
|  | Austin Aztex FC       | Austin Aztex FC       | 2                     |                    |                    |                       |                       |                 |  |  |       |       |       |
|  | Montreal Impact       |                       |                       |                    |                    |                       |                       |                 |  |  |       |       |       |
|  |                       |                       |                       |                    |                    |                       |                       |                 |  |  |       |       |       |
|  | 5                     | 5                     | Carolina RailHawks    |                    |                    |                       |                       |                 |  |  |       |       |       |
|  | 5                     | 5                     | Carolina RailHawks    | 1                  |                    |                       |                       |                 |  |  |       |       |       |
|  | 4                     | 4                     | NSC Minnesota Stars   |                    |                    |                       |                       |                 |  |  |       |       |       |
|  | 4                     | 4                     | NSC Minnesota Stars   |                    |                    | Puerto Rico Islanders | Puerto Rico Islanders | 3               |  |  |       |       |       |
|  | 0                     |                       |                       |                    |                    | Puerto Rico Islanders | Puerto Rico Islanders | 3               |  |  |       |       |       |
|  |                       |                       |                       |                    |                    |                       |                       |                 |  |  |       |       |       |
|  | Vancouver Whitecaps   | Vancouver Whitecaps   | 0                     |                    |                    |                       |                       |                 |  |  |       |       |       |
|  | Vancouver Whitecaps   | Vancouver Whitecaps   | 0                     |                    |                    |                       |                       |                 |  |  |       |       |       |
|  | Puerto Rico Islanders | Puerto Rico Islanders | 2                     |                    |                    |                       |                       |                 |  |  |       |       |       |
|  | Puerto Rico Islanders | Puerto Rico Islanders | 2                     |                    |                    |                       |                       |                 |  |  |       |       |       |

### Ćwierćfinały
| 7 października 2010 | Rochester Rhinos | 0:20:1 | Puerto Rico Islanders · Faña 44' · Foley 77' | Bayamón Soccer Complex, Bayamón |
|                     |                  |        |                                              |                                 |

| 9 października 2010 | Puerto Rico Islanders · Rivera Curet 21' | 1:21:1 | Rochester Rhinos · Hoxie 39' · Hamilton 54' | Marina Auto Stadium, Rochester |
|                     |                                          |        |                                             |                                |

| 7 października 2010 | Portland Timbers | 0:2 | Vancouver Whitecaps · Koffie 1' · Nash 13' (k) | Swangard Stadium, Burnaby |
|                     |                  |     |                                                |                           |

| 10 października 2010 | Vancouver Whitecaps | 0:10:0 | Portland Timbers · Marcelin 49' | Merlo Field, Portland |
|                      |                     |        |                                 |                       |

| 6 października 2010 | Austin Aztex FC | 0:20:1 | Montreal Impact · Gerba 39', 76' | Stade Saputo, Montreal |
|                     |                 |        |                                  |                        |

| 9 października 2010 | Montreal Impact · Gerba 4', 49' · Sebrango 89' | 3:21:1 | Austin Aztex FC · Griffin 43' · Johnson 57' | House Park, Austin |
|                     |                                                |        |                                             |                    |

| 6 października 2010 | Carolina RailHawks | 0:0 | NSC Minnesota Stars | National Sports Center, Blaine |
|                     |                    |     |                     |                                |

| 9 października 2010 | NSC Minnesota Stars | 0:40:0 | Carolina RailHawks · Paladini 64' · Gardner 72' · Lowery 84' · Kallman 88' (samobójczy) | WakeMed Soccer Park, Cary |
|                     |                     |        |                                                                                         |                           |

### Półfinały
| 14 października 2010 | Vancouver Whitecaps | 0:0 | Puerto Rico Islanders | Bayamón Soccer Complex, Bayamón |
|                      |                     |     |                       |                                 |

| 17 października 2010 | Puerto Rico Islanders · Addlery 113', 120' | 2:00:0 | Vancouver Whitecaps | Swangard Stadium, Burnaby |
|                      |                                            |        |                     |                           |

| 14 października 2010 | Carolina RailHawks | 0:1 | Montreal Impact · Di Lorenzo 35' | Stade Saputo, Montreal |
|                      |                    |     |                                  |                        |

| 17 października 2010 | Montreal Impact | 0:20:0 | Carolina RailHawks · Rusin 73' · Heinemann 90' | WakeMed Soccer Park, Cary |
|                      |                 |        |                                                |                           |

### Finały
| 24 października 2010 | Carolina RailHawks | 0:2 | Puerto Rico Islanders · Gbandi 4' · Faña 20' | Juan Ramón Loubriel Stadium, Bayamón |
|                      |                    |     |                                              |                                      |

| 30 października 2010 | Puerto Rico Islanders | 1:1 | Carolina RailHawks · Sandy Gbandi 7' · Heinemann 10' | WakeMed Soccer Park, Cary |
|                      |                       |     |                                                      |                           |

### Nagrody indywidualne
- MVP: Ryan Pore (Portland Timbers)
- Król strzelców: Ryan Pore (Portland Timbers)
- Obrońca roku: Greg Janicki (Vancouver Whitecaps)
- Bramkarz roku: Jay Nolly (Vancouver Whitecaps)
- Młody piłkarz roku: Maxwell Griffin (Austin Aztex FC)

### Najlepsza jedenastka
- Bramkarz: Jay Nolly
- Obrońcy: Greg Janicki (Vancouver Whitecaps), Aaron Pitchkolan (Rochester Rhinos), Troy Roberts (Rochester Rhinos)
- Pomocnicy: Ryan Pore (Portland Timbers), Martin Nash (Vancouver Whitecaps), Jamie Watson (Austin Aztex FC), Paulo Araujo Jr. (Miami FC), Daniel Paladini (Carolina RailHawks)
- Napastnicy: Eddie Johnson (Austin Aztex FC), Ali Gerba (Montreal Impact)